# Anerincleistus phyllagathoides
Anerincleistus phyllagathoides är en tvåhjärtbladig växtart som först beskrevs av Otto Stapf, och fick sitt nu gällande namn av J.F. Maxwell. Anerincleistus phyllagathoides ingår i släktet Anerincleistus och familjen Melastomataceae. Utöver nominatformen finns också underarten A. p. inaequalis.